# Ishme-Dagan
Ishme-Dagan ou Išme-Dagan est le quatrième roi de la Ire dynastie d'Isin. Ses dates de règne se situent vers 1953-1935 av. J.-C. Il succède à son père Iddin-Dagan (vers 1974-1954) et est remplacé par Lipit-Ištar (1934-1924). Son règne, marqué par une importante littérature, est considéré comme prospère.
Son titre est « roi puissant, roi d'Isin, roi de Sumer et d'Akkad ». Il est aussi « prêtre d'Ourouk » et « pourvoyeur de Nippur ».